# Прилепац
Прилепац је насеље у Србији у општини Власотинце у Јабланичком округу. Према попису из 2022. године било је 375 становника.

## Прошлост
Месна основна школа се од 1931. године зове „Стеван Немања”.

## Демографија
У насељу Прилепац живи 404 пунолетна становника, а просечна старост становништва износи 40,6 година (39,4 код мушкараца и 41,8 код жена). У насељу има 109 домаћинстава, а просечан број чланова по домаћинству је 4,58.
Ово насеље је великим делом насељено Србима (према попису из 2002. године).
|  |

| Демографија | Демографија | Демографија |
| Година      | Становника  | Становника  |
| ----------- | ----------- | ----------- |
| 1948.       | 439         |             |
| 1953.       | 472         |             |
| 1961.       | 459         |             |
| 1971.       | 465         |             |
| 1981.       | 502         |             |
| 1991.       | 474         | 469         |
| 2002.       | 499         | 503         |
| 2011.       | 429         |             |
| 2022.       | 375         |             |

| Етнички састав према попису из 2002.‍ | Етнички састав према попису из 2002.‍ | Етнички састав према попису из 2002.‍ | Етнички састав према попису из 2002.‍ | Етнички састав према попису из 2002.‍ |
| ------------------------------------ | ------------------------------------ | ------------------------------------ | ------------------------------------ | ------------------------------------ |
|                                      |                                      |                                      |                                      |                                      |
| Срби                                 | Срби                                 |                                      | 498                                  | 99,79%                               |
| Југословени                          | Југословени                          |                                      | 1                                    | 0,20%                                |

| Година пописа     | 1948. | 1953. | 1961. | 1971. | 1981. | 1991. | 2002. |
| ----------------- | ----- | ----- | ----- | ----- | ----- | ----- | ----- |
| Број домаћинстава | 71    | 74    | 74    | 92    | 105   | 105   | 109   |

| Број чланова      | 1 | 2  | 3  | 4  | 5  | 6  | 7  | 8 | 9 | 10 и више | Просек |
| ----------------- | - | -- | -- | -- | -- | -- | -- | - | - | --------- | ------ |
| Број домаћинстава | 6 | 15 | 17 | 16 | 10 | 25 | 14 | 4 | 2 | 0         | 4,58   |

| Пол    | Укупно | Неожењен/Неудата | Ожењен/Удата | Удовац/Удовица | Разведен/Разведена | Непознато |
| ------ | ------ | ---------------- | ------------ | -------------- | ------------------ | --------- |
| Мушки  | 209    | 38               | 151          | 15             | 3                  | 2         |
| Женски | 203    | 20               | 154          | 23             | 5                  | 1         |
| УКУПНО | 412    | 58               | 305          | 38             | 8                  | 3         |

| Пол    | Укупно                    | Пољопривреда, лов и шумарство | Рибарство                            | Вађење руде и камена | Прерађивачка индустрија       |
| ------ | ------------------------- | ----------------------------- | ------------------------------------ | -------------------- | ----------------------------- |
| Мушки  | 130                       | 92                            | 0                                    | 3                    | 14                            |
| Женски | 58                        | 51                            | 0                                    | 0                    | 2                             |
| УКУПНО | 188                       | 143                           | 0                                    | 3                    | 16                            |
| Пол    | Производња и снабдевање   | Грађевинарство                | Трговина                             | Хотели и ресторани   | Саобраћај, складиштење и везе |
| Мушки  | 0                         | 6                             | 5                                    | 0                    | 6                             |
| Женски | 0                         | 0                             | 2                                    | 0                    | 1                             |
| УКУПНО | 0                         | 6                             | 7                                    | 0                    | 7                             |
| Пол    | Финансијско посредовање   | Некретнине                    | Државна управа и одбрана             | Образовање           | Здравствени и социјални рад   |
| Мушки  | 0                         | 0                             | 2                                    | 0                    | 1                             |
| Женски | 0                         | 0                             | 1                                    | 1                    | 0                             |
| УКУПНО | 0                         | 0                             | 3                                    | 1                    | 1                             |
| Пол    | Остале услужне активности | Приватна домаћинства          | Екстериторијалне организације и тела | Непознато            | Непознато                     |
| Мушки  | 1                         | 0                             | 0                                    | 0                    | 0                             |
| Женски | 0                         | 0                             | 0                                    | 0                    | 0                             |
| УКУПНО | 1                         | 0                             | 0                                    | 0                    | 0                             |